# Brunópolis
Brunópolis es un municipio brasileño del estado de Santa Catarina. Tiene una población estimada al 2021 de 2 318 habitantes.

## Historia
Los primeros habitantes de la localidad se establecieron en 1948, entonces era conocida por el nombre de Palmares. Fue creada como distrito el 21 de agosto de 1956. En 1961 fue nombrado Marombas. El municipio se creó el 29 de diciembre de 1995, nombrado Brunópolis en homenaje al padre Bruno Paris (1911-1993), quien fue sacerdote en la región por mucho tiempo.